# امعقمة (لودر)

تعديل مصدري - تعديل

امعقمة هي إحدى قرى عزلة زارة بمديرية لودر التابعة لمحافظة أبين، بلغ تعداد سكانها 156 نسمة حسب تعداد اليمن لعام 2004.